# Toyota Prius

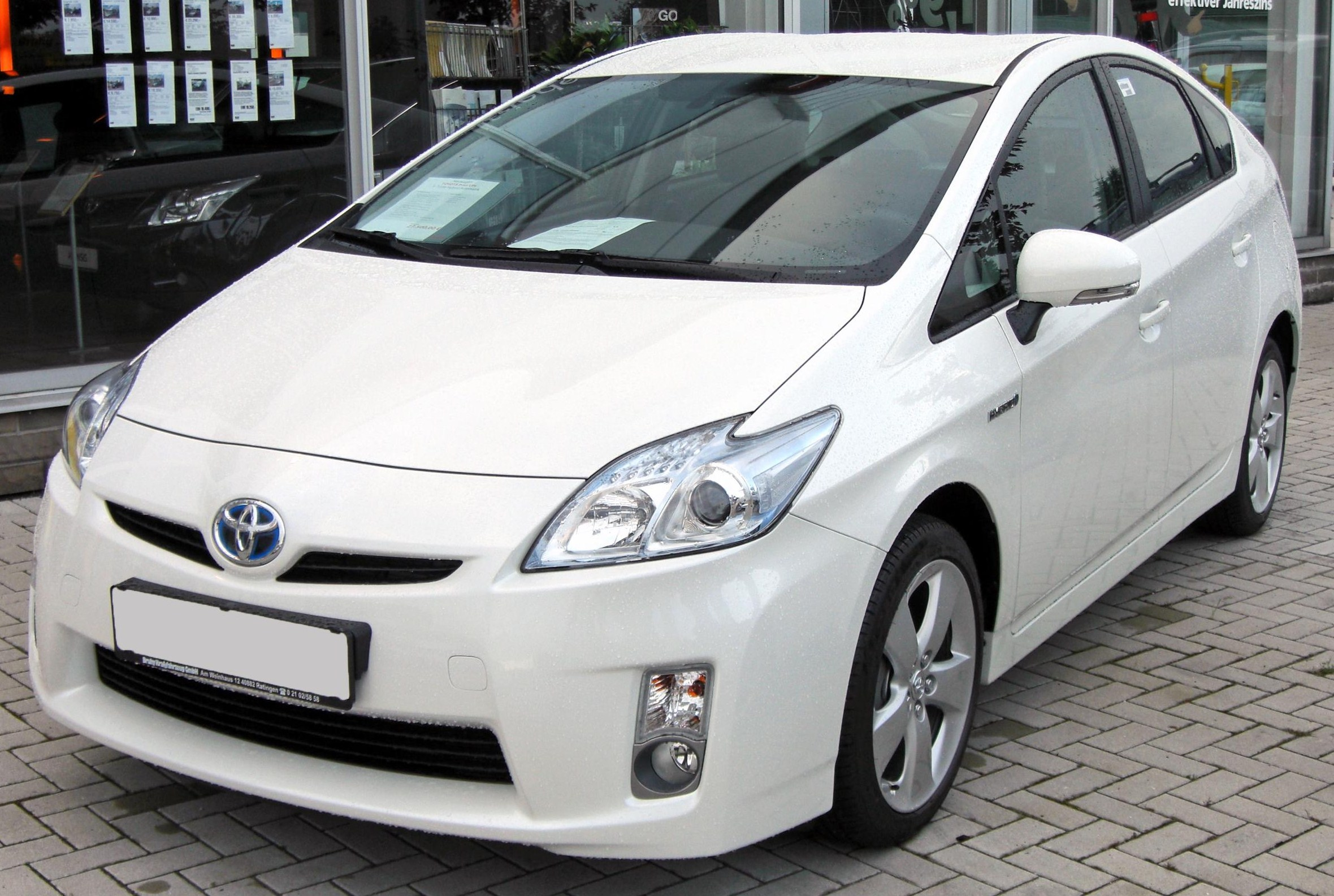
Toyota Prius 3. generace

Toyota Prius je liftback nižší střední třídy, první hybridní vůz od Toyoty. Celosvětově se jej od roku 1997 prodalo asi 2 miliony kusů.
Toyota Prius se začala prodávat v roce 1997 v Japonsku. Dále pak v Evropě v roce 2000. V roce 2008 dosáhl celosvětový prodej 1 milion vozů a v září roku 2010 2 milionů.

## První generace 1997–2003
První hybridní vozidlo od Toyoty se začalo prodávat 10. prosince 1997

## Druhá generace 2003–2009
V roce 2005 získala Toyota Prius titul Auto roku.

## Třetí generace 2009–2012
Od roku 2009 je ve výrobě třetí generace vozu Prius. Má benzinový motor o výkonu 98 koní (73 kW), který společně s elektromotorem dodá celkový výkon 134 koní (100 kW).

## Čtvrtá generace 2012–2015
V únoru 2011 Toyota odhalila pro modelový rok 2012 kompaktní MPV/kombi Prius v.

## Pátá generace 2015–
Pátá generace má hybridní motor o obsahu 1,8 s výkonem 122 koní a automatickou převodovkou e-CVT.